# Евкеладе (супутник)
Евкеладе (грец.ΙΕυκελάδη) (англ. Eukelade)– нерегулярний супутник Юпітера, відомий також під назвою Юпітер XLVII.

## Відкриття
Відкритий у 2002 році Скоттом С. Шепардом  (англ. Scott S. Shepard) і науковою командою з Гавайського університету. Був названий  S/2003 J 1.
У 2005 році отримав офіційну назву Евкеладе — за ім’ям персонажа давньогрецької міфології.

## Орбіта
Супутник проходить повну орбіту навколо Юпітера на відстані приблизно  22 931 000  км. Сидеричний період обертання становить 735,2 земних діб.  Орбіта має ексцентриситет ~0,282.
Супутник належить до Групи Карме.

## Фізичні характеристики
Супутник має приблизно 4 кілометри в діаметрі, альбедо 0,04. Оціночна густина 2,6 г/см³.